# Loringaskogen
Loringaskogen este o arie protejată (arie specială de conservare — SAC, sit de importanță comunitară — SCI) din Suedia întinsă pe o suprafață de 4,5 ha, integral pe uscat.

## Localizare
Centrul sitului Loringaskogen este situat la coordonatele 58°19′37″N 13°49′18″E / 58.327°N 13.8218°E.

## Înființare
Situl Loringaskogen a fost declarat sit de importanță comunitară în decembrie 1998 pentru a proteja 1 specie de plante. Situl a fost protejat și ca arie specială de conservare în martie 2011.

## Biodiversitate
Situată în ecoregiunea boreală, aria protejată conține 3 habitate naturale: Păduri fino-scandinave bogate în ierburi cu Picea abies, Izvoare petrifiante cu formare de travertin (Cratoneurion), Păduri caducifoliate de mlaștină fino-scandinave.
La baza desemnării sitului se află o specie protejată de  plante: papucul doamnei (Cypripedium calceolus).